# Collegio uninominale Lombardia 4 - 05
Il collegio elettorale uninominale Lombardia 4 - 05 è stato un collegio elettorale uninominale della Repubblica Italiana per l'elezione della Camera tra il 2017 ed il 2022.

## Territorio
Come previsto dalla legge elettorale italiana del 2017, il collegio era stato definito tramite decreto legislativo all'interno della circoscrizione Lombardia 4.
Era formato dal territorio dei comuni:
- Provincia di Brescia: Alfianello, Fiesse, Gambara, Milzano, Pontevico, Pralboino, Quinzano d'Oglio, Remedello, Seniga, Verolavecchia.
- Provincia di Cremona: Bonemerse, Ca' d'Andrea, Calvatone, Cappella de' Picenardi, Casalmaggiore, Casteldidone, Cella Dati, Cicognolo, Cingia de' Botti, Corte de' Cortesi con Cignone, Corte de' Frati, Derovere, Drizzona, Gabbioneta Binanuova, Gadesco Pieve Delmona, Gerre de' Caprioli, Grontardo, Gussola, Isola Dovarese, Malagnino, Martignana di Po, Motta Baluffi, Olmeneta, Ostiano, Persico Dosimo, Pescarolo ed Uniti, Pessina Cremonese, Piadena, Pieve d'Olmi, Pieve San Giacomo, Pozzaglio ed Uniti, Rivarolo del Re ed Uniti, Robecco d'Oglio, San Daniele Po, San Giovanni in Croce, San Martino del Lago, Scandolara Ravara, Scandolara Ripa d'Oglio, Solarolo Rainerio, Sospiro, Spineda, Stagno Lombardo, Tornata, Torre de' Picenardi, Torricella del Pizzo, Vescovato, Volongo, Voltido.
- Provincia di Mantova: Acquanegra sul Chiese, Asola, Bozzolo, Canneto sull'Oglio, Casalmoro, Casaloldo, Casalromano, Castel Goffredo, Castellucchio, Ceresara, Commessaggio, Dosolo, Gazoldo degli Ippoliti, Gazzuolo, Gonzaga, Marcaria, Mariana Mantovana, Moglia, Motteggiana, Pegognaga, Piubega, Pomponesco, Redondesco, Rivarolo Mantovano, Sabbioneta, San Martino dall'Argine, Suzzara, Viadana.

Il collegio era parte del collegio plurinominale Lombardia 4 - 02.

## Eletti
| Elezione | Elezione | Deputato       | Partito |
| -------- | -------- | -------------- | ------- |
|          | 2018     | Raffaele Volpi | Lega    |

## Dati elettorali

### XVIII legislatura
Come previsto dalla legge elettorale, 232 deputati erano eletti con sistema a maggioranza relativa in altrettanti collegi uninominali a turno unico.
| Candidati              | Candidati                | Voti    | %     | Liste                           | Voti    | %     |
| ---------------------- | ------------------------ | ------- | ----- | ------------------------------- | ------- | ----- |
|                        | Raffaele Volpi ✔️ Eletto | 67 165  | 47,15 | Lega                            | 42 057  | 29,53 |
| Forza Italia           | Raffaele Volpi ✔️ Eletto | 67 165  | 47,15 | 18 251                          | 12,81   |       |
| Fratelli d'Italia      | Raffaele Volpi ✔️ Eletto | 67 165  | 47,15 | 5 729                           | 4,02    |       |
| Noi con l'Italia - UDC | Raffaele Volpi ✔️ Eletto | 67 165  | 47,15 | 1 128                           | 0,79    |       |
|                        | Silvia Cavalletti        | 34 205  | 24,01 | Partito Democratico             | 31 040  | 21,79 |
| +Europa                | Silvia Cavalletti        | 34 205  | 24,01 | 2 099                           | 1,47    |       |
| Italia Europa Insieme  | Silvia Cavalletti        | 34 205  | 24,01 | 553                             | 0,39    |       |
| Civica Popolare        | Silvia Cavalletti        | 34 205  | 24,01 | 513                             | 0,36    |       |
|                        | Stefano Capaldo          | 32 308  | 22,68 | Movimento 5 Stelle              | 32 308  | 22,68 |
|                        | Luigi Lottardi           | 3 396   | 2,38  | Liberi e Uguali                 | 3 396   | 2,38  |
|                        | Laura Baroni             | 2 365   | 1,66  | CasaPound                       | 2 365   | 1,66  |
|                        | Maristella Zammarini     | 1 282   | 0,90  | Il Popolo della Famiglia        | 1 282   | 0,90  |
|                        | Laura Alghisi            | 1 192   | 0,84  | Potere al Popolo!               | 1 192   | 0,84  |
|                        | Michela Santus           | 348     | 0,24  | Per una Sinistra Rivoluzionaria | 348     | 0,24  |
|                        | Laura Bugliani           | 182     | 0,13  | PRI - ALA                       | 182     | 0,13  |
| Totale                 | Totale                   | 142 443 | 100   |                                 | 142 443 | 100   |
|                        |                          |         |       |                                 |         |       |
| Voti non validi        | Voti non validi          | 4 439   | 3,02  |                                 |         |       |
| Votanti                | Votanti                  | 146 882 | 76,29 |                                 |         |       |
| Elettori               | Elettori                 | 192 542 |       |                                 |         |       |